# Condado de Jones (Mississippi)
O Condado de Jones é um dos 82 condados do estado norte-americano do Mississippi. Tem duas sedes de condado: Laurel e Ellisville, e a sua maior cidade é Laurel.
O condado tem uma área de 1813 km² (dos quais 16 km² estão cobertos por água, sobretudo o golfo do México), uma população de 64 958 habitantes, e uma densidade populacional de 36 hab/km² (segundo o censo nacional de 2000). O condado foi fundado em 1836 e recebeu o seu nome em homenagem ao almirante John Paul Jones (1747-1792), herói naval da Guerra da Independência dos Estados Unidos.
Durante a Guerra Civil Americana (1861-1865), um grupo de soldados confederados desertores, liderados por Newton Knight, tomaram boa parte de região e iniciaram um movimento para prejudicar o governo Confederado, e fundaram o "Estado Livre de Jones", erguendo a bandeira da União na sede do governo local. Historiadores debatem até os dias atuais com o quão eficaz foi esse "Estado Livre" e sua real extensão.